# Ґурово (Великопольське воєводство)
Ґурово (пол. Gurowo) — село в Польщі, у гміні Неханово Гнезненського повіту Великопольського воєводства.
Населення — 68 осіб (2011).
У 1975-1998 роках село належало до Познанського воєводства.

## Демографія
Демографічна структура станом на 31 березня 2011 року:
|          | Загалом | Допрацездатний вік | Працездатний вік | Постпрацездатний вік |
| -------- | ------- | ------------------ | ---------------- | -------------------- |
| Чоловіки | 35      | 6                  | 28               | 1                    |
| Жінки    | 33      | 6                  | 25               | 2                    |
| Разом    | 68      | 12                 | 53               | 3                    |